# Lothar Wöhler
Lothar Wöhler (* 27. Oktober 1870 in Bernburg; † 7. Mai 1952 in Backnang) war ein deutscher Chemiker und Hochschullehrer für Chemie.

## Leben
Lothar Wöhler wurde 1870 als Sohn des Kaufmanns Heinrich Friedrich Wöhler und dessen Ehefrau Luise geb. Arnold in der Kreisstadt Bernburg in Sachsen-Anhalt geboren. Nach der Reifeprüfung absolvierte er eine kaufmännische Ausbildung. Nach kurzer Berufstätigkeit studierte er von Frühjahr 1893 bis Ende 1896 Chemie an der Universität Heidelberg. Hier wurde er im November 1896 zum Dr. rer. nat.  promoviert. Sein Doktorvater und Betreuer war Viktor Meyer. Die Dissertationsschrift mit dem Titel „Über das Verhalten von Argon“ erschien 1897 in Heidelberg. Nach der Promotion wechselte er an die TH Karlsruhe. Hier traf er auch auf Fritz Haber, mit dem er lange Zeit freundschaftlich verbunden war. Im Februar 1902 wurde er in Karlsruhe habilitiert. Seine Habilitationsschrift von 1901 trug den Titel „Die pseudokatalytische Sauerstoffaktivierung des Platins“. Anschließend war er Privatdozent und Assistent an der TH Karlsruhe. Im August 1905 erfolgte die Ernennung zum außerordentlichen Professor in Karlsruhe. Wöhler leitete unter Carl Engler die anorganische Abteilung des Instituts.
Wöhler war auf dem Gebiet der Sprengstoffchemie aktiv. Seine Entdeckung des Bleiazids als Initialsprengstoffs wurde 1907 patentiert.
Im April 1911 trat er eine ordentliche Professur für Chemie an der TH Darmstadt an. Er trat damit die Nachfolge von Wilhelm Staedel an, der seit 1895 an der TH Darmstadt gewirkt hatte. Damit verbunden war für Wöhler die Funktion des Direktors des Instituts für Anorganische Chemie. Wöhler machte sich auch einen Namen durch Herausgabe von Lehrwerken für sein Fach. Sein bekanntestes Lehrbuch trug den Titel „Kurzes Lehrbuch der anorganischen Chemie mit einer Skizzierung der organischen Chemie als Anhang“, das in mehreren Auflagen erschien.
Lothar Wöhler wirkte im Ersten Weltkrieg in der Kaiser-Wilhelm-Gesellschaft für kriegstechnische Wissenschaft mit. Auf Vorschlag von Fritz Haber hat er sich seit dem Frühjahr 1917 mit rohstoffsparenden Sprengstoffen und Pulver befasst. Bei der Gründungsversammlung der Vereinigung von Freunden der Technischen Universität zu Darmstadt am 29. Juni 1918, die im Hörsaal des Chemischen Instituts in der Hochschulstraße stattfand, hielt Wöhler als Dekan der Abteilung Chemie den Festvortrag mit dem Titel „Die Anwendung flüssiger Luft im Kriege: Vortrag mit Versuchen und Lichtbildern“. In festlichen Worten trug Wöhler der Festversammlung vor, welche wirkungsmächtigen Werkzeuge die Chemie für die Kriegsführung inzwischen entwickelt hatte. Auf die menschenverachtenden Nebenwirkungen dieser Art der Kriegsführung wurde in diesem Vortrag allerdings mit keinem Wort eingegangen.
Von 1916 bis 1919 war Wöhler Dekan der Abteilung Chemie, von 1919 bis 1921 Dekan der Abteilung Chemie, Elektrochemie, Pharmazie der TH Darmstadt. Dieses Amt bekleidete er nochmals im Studienjahr 1927/28. 1930/31 war er Rektor der Hochschule.
Bei seiner Antrittsrede am 1. November 1930 ging Wöhler, im Gegensatz zur bisherigen Gepflogenheit bei solchen akademischen Anlässen an der TH Darmstadt, auf die politischen Rahmenbedingungen seiner Zeit ein. Wöhler war ein Verfechter einer „unpolitischen Hochschule“. Das hohe akademische Niveau war seiner Ansicht nach nur zu halten, wenn jede „Politisierung“ der Hochschule vermieden werden konnte. Seine Rede enthielt außerdem eine dezente Kritik an der Politisierung der Studenten, die Ende der 1920er Jahre offensichtlich geworden war.
Im Frühjahr 1933 machte Lothar Wöhler erneut von sich reden. Nach der Verabschiedung des Gesetzes zur Wiederherstellung des Berufsbeamtentums baten u. a. die Professoren Ernst Berl und Edmund Stiasny im April 1933 um die Ruhestandsversetzung. Gegen die Entfernung des sehr beliebten Berl sprachen sich jedoch zahlreiche seiner Assistenten und Studenten an der TH Darmstadt aus. Im Gegensatz zu den meisten Kollegen, die sich eher passiv verhielten, sprachen sich die Kollegen Lothar Wöhler und Karl Jonas vehement für eine Entfernung von Berl aus. Wöhler und Jonas veranlassten das Rektorat unter August Thum, Berls weiteres Wirken an der TH zu unterbinden. Dieses Verhalten von Wöhler führte bei den Chemie-Studenten zu Gegenaktionen und der Forderung, dass dieser ebenfalls entlassen werden sollte. Ende Mai beantragte Lothar Wöhler die Emeritierung aus gesundheitlichen Gründen, welche ihm am 16. Juni 1933 auch gewährt wurde.
Lothar Wöhler starb 1952 im Alter von fast 82 Jahren. Er war seit 1908 mit Erna Wöhler geb. Kretzschmar verheiratet. Aus dieser Ehe ist eine Tochter Platina Wöhler de Gainza hervorgegangen.

## Veröffentlichungen
- Beobachtungen über das Verhalten von Argon, Heidelberg 1897 (Dissertation).
- Die pseudokatalytische Sauerstoffaktivierung des Platins, Karlsruhe: Braun 1901 (Habilitation).
- zusammen mit Carl Engler: Anorganische Chemie, Berlin u. a.: Teubner 1913.
- Kurzes Lehrbuch der anorganischen Chemie mit einer Skizzierung der organischen Chemie als Anhang, Leipzig: Hirzel 1914.
- Die Anwendung flüssiger Luft im Kriege : Vortrag mit Versuchen und Lichtbild, gehalten bei der Gründungsversamml. der E[rnst-]L[udwigs-]H[ochschul-]G[esellschaft] zu Darmstadt am 29. Juni 1918, Darmstadt: Vereinigung von Freunden der Technischen Hochschule Darmstadt 1918.
- Über Platinarsenid. In: Wilhelm Geibel (Hg.): Festschrift zum 70. Geburtstage von Dr. phil. Dr. ing. e. h. Wilhelm Heraeus, Hanau: G. M. Albertis Hofbuchhandlung Bruno Clauss 1930, S. 164–178.[1]